# André Bolhuis
 (juin 2021).
Si vous disposez d'ouvrages ou d'articles de référence ou si vous connaissez des sites web de qualité traitant du thème abordé ici, merci de compléter l'article en donnant les références utiles à sa vérifiabilité et en les liant à la section « Notes et références ».
Johan Henk André Bolhuis, né le 4 octobre 1946 à Zeist, est un ancien champion du monde néerlandais de hockey sur gazon. Il participa aux Jeux olympiques d'été de 1972 et de 1976, année où il fut porte drapeau olympique de son équipe. Les Pays-Bas terminèrent lors de ces deux compétitions quatrièmes. Lui et son équipe finirent premiers à la Coupe du monde de 1973 et deuxièmes à celle de 1978. André Bolhuis est l'actuel président du comité olympique néerlandais.